# Dianthus nanshanicus
Dianthus nanshanicus är en nejlikväxtart som beskrevs av Chang Y.Yang och L.X.Dong. Dianthus nanshanicus ingår i släktet nejlikor, och familjen nejlikväxter. Inga underarter finns listade i Catalogue of Life.